# ستاره کوچک من
ستاره کوچک من (اسپانیایی: Estrellita mía‎) یک تله‌نوولا آرژانتینی است که در سال ۱۹۸۷ منتشر شد.

## گزیدهٔ بازیگران
- آندره‌آ دل بوکا
- ریکاردو دارین
- آلدو باربرو
- اسوالدو لاپورت
- گلوریا کارا
- دلفی د ارتگا
- ادواردو بلانکو